# Balontita
Balontita är en ort i Mexiko.   Den ligger i kommunen Pueblo Nuevo och delstaten Durango, i den centrala delen av landet, 700 km nordväst om huvudstaden Mexico City. Balontita ligger 420 meter över havet och antalet invånare är 130.
Terrängen runt Balontita är kuperad åt sydost, men åt nordväst är den bergig. Runt Balontita är det mycket glesbefolkat, med 4 invånare per kvadratkilometer. Närmaste större samhälle är Contadero, 10,4 km söder om Balontita. I omgivningarna runt Balontita växer i huvudsak lövfällande lövskog.